# Festival di Sanremo 1981
Il trentunesimo Festival di Sanremo si svolse al Teatro Ariston di Sanremo dal 5 al 7 febbraio 1981 con la conduzione di Claudio Cecchetto (per la seconda volta consecutiva) e Eleonora Vallone e con la partecipazione di Nilla Pizzi (quest'ultima in veste di madrina per i trent'anni della manifestazione). Gianni Ravera ricoprì il ruolo di direttore artistico anche per questa edizione e ne gestì l'organizzazione con la sua Publispei.
L'edizione fu vinta da Alice con il brano Per Elisa, scritto dalla stessa cantante insieme a Franco Battiato e Giusto Pio. Seconda giunse la favorita della vigilia Loretta Goggi con Maledetta primavera e terzo Dario Baldan Bembo con Tu cosa fai stasera?.
Il paroliere Paolo Amerigo Cassella piazzò due sue canzoni nei primi tre posti, essendo i due brani di rincalzo composti con la sua collaborazione.
Il Festival del 1981 (anche se, in questo senso, alcuni segnali di "rinascita" a dire il vero si erano già percepiti anche nell'edizione precedente) segna convenzionalmente l'inizio di un nuovo "periodo d'oro" per la manifestazione che, dopo il grande declino degli anni settanta, caratterizzerà tutti gli anni ottanta e novanta. Quest'edizione infatti riportò lo spettacolo sanremese all'attenzione del pubblico, dei mass media e, soprattutto, degli acquirenti di dischi, facendo entrare in classifica un numero massiccio di canzoni dopo più di un decennio di modesti riscontri (in particolare i brani di Alice e Loretta Goggi, assieme alla canzone quinta classificata Sarà perché ti amo dei Ricchi e Poveri, si rivelarono dei successi internazionali, vendendo milioni di copie in Italia e all'estero e divenendo ben presto tre evergreen della musica italiana); inoltre la compilation di quell'anno fu la prima della storia a imporsi tra i dischi più venduti, in quello che sarà poi un costante crescendo di anno in anno.
Altre canzoni di quest'edizione che riscossero un buon successo furono Ancora di Eduardo De Crescenzo, Non posso perderti di Bobby Solo, Questo amore non si tocca di Gianni Bella, Pensa per te di Marcella Bella, Hop hop somarello di Paolo Barabani, Caffè nero bollente e Roma spogliata, rispettivamente degli allora esordienti Fiorella Mannoia e Luca Barbarossa.
Grandissimo successo fu ottenuto anche dalla sigla di quell'edizione, Gioca Jouer, animata da Claudio Cecchetto.
Nella serata finale, infine, fu presente una supergiuria, che aveva il compito di stilare una classifica di "qualità" di tre canzoni: tale novità divenne stabile dall'anno successivo con l'istituzione del Premio della critica.
Nel 2024 risulta essere la nona edizione con più copie certificate nella storia del Festival di Sanremo in epoca FIMI.

## Partecipanti

L'esibizione di Jo Chiarello

| Interprete             | Ultime partecipazioni al Festival    |
| ---------------------- | ------------------------------------ |
| Alice                  | 1972 (con il vero nome Carla Bissi)  |
| Bobby Solo             | 1980                                 |
| Carmen & Thompson      | Esordienti                           |
| Collage                | 1979                                 |
| Dario Baldan Bembo     | 1971 (come membro dell'Equipe 84)    |
| Domenico Mattia        | Esordiente                           |
| Eduardo De Crescenzo   | Esordiente                           |
| Enzo Malepasso         | 1980                                 |
| Fiorella Mannoia       | Esordiente                           |
| Franco Fasano          | Esordiente                           |
| Gianni Bella           | Esordiente                           |
| Gli Opera              | 1979                                 |
| Jo Chiarello           | Esordiente                           |
| Leano Morelli          | 1980                                 |
| Loretta Goggi          | Esordiente                           |
| Luca Barbarossa        | Esordiente                           |
| Marcella               | 1972 (con il nome di Marcella Bella) |
| Marinella              | 1979                                 |
| Michele Zarrillo       | Esordiente                           |
| Orietta Berti          | 1976                                 |
| Paolo Barabani         | Esordiente                           |
| Passengers             | Esordienti                           |
| Ricchi e Poveri        | 1976                                 |
| Sebastiano Occhino     | Esordiente                           |
| Stefano Tosi           | Esordiente                           |
| Sterling Saint-Jacques | Esordiente                           |
| Tom Hooker             | Esordiente                           |
| Umberto Napolitano     | 1979                                 |

## Classifica, canzoni e cantanti

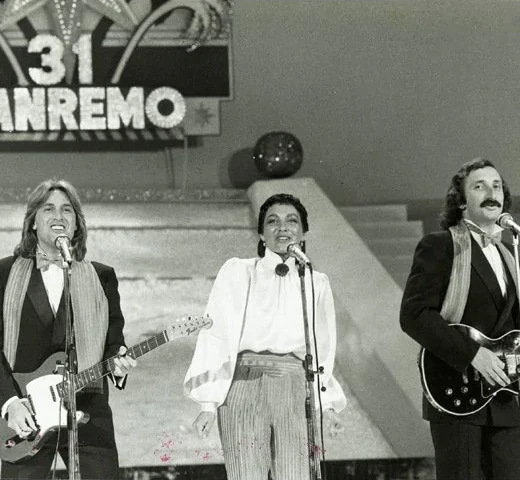
L'esibizione dei Ricchi e Poveri nell'inedita formazione a tre elementi

| Posizione | Interprete             | Canzone                   | Autori                                            | Voti ricevuti |
| --------- | ---------------------- | ------------------------- | ------------------------------------------------- | ------------- |
| 1º        | Alice                  | Per Elisa                 | C. Bissi, F. Battiato e G. Pio                    | 736           |
| 2º        | Loretta Goggi          | Maledetta primavera       | P. A. Cassella e T. Savio                         | 700           |
| 3º        | Dario Baldan Bembo     | Tu cosa fai stasera?      | P. A. Cassella e D. Baldan Bembo                  | 572           |
| 4º        | Luca Barbarossa        | Roma spogliata            | L. Barbarossa                                     | 532           |
| 5º        | Ricchi e Poveri        | Sarà perché ti amo        | E. Ghinazzi, D. Pace e D. Farina                  | 520           |
| 6º        | Paolo Barabani         | Hop hop somarello         | P. Barabani, E. Ghinazzi e G. P. Reverberi        | 415           |
| 7º        | Marinella              | Ma chi te lo fa fare      | V. Pallavicini e G. P. Felisatti                  | 389           |
| 8º        | Michele Zarrillo       | Su quel pianeta libero    | M. Zarrillo, A. Rosario e P. A. Cassella          | 377           |
| 9º        | Marcella               | Pensa per te              | G. Bigazzi e G. Bella                             | 325           |
| 10º       | Passengers             | Midnight                  | G. Arena e A. Piccareta                           | 268           |
| F         | Eduardo De Crescenzo   | Ancora                    | F. Migliacci e C. Mattone                         |               |
| F         | Leano Morelli          | Angela                    | M. Mologni e L. Morelli                           |               |
| F         | Orietta Berti          | La barca non va più       | B. Lauzi e P. Caruso                              |               |
| F         | Sterling Saint-Jacques | Blue (Tutto è blu)        | P. M. Bozzetti, G. Bozzetti e V. Caruso           |               |
| F         | Fiorella Mannoia       | Caffè nero bollente       | C. Cavallo e R. De Cola                           |               |
| F         | Carmen & Thompson      | Follow me (Se amore vuoi) | L. Angeleri, C. Thompson e P. Carmen              |               |
| F         | Stefano Tosi           | Io mi                     | C. D'Apruzzo, M. Filistrucchi e S. Tosi Innocenti |               |
| F         | Bobby Solo             | Non posso perderti        | D. Ciotti e R. Satti                              |               |
| F         | Gianni Bella           | Questo amore non si tocca | G. Bigazzi e G. Bella                             |               |
| F         | Collage                | I ragazzi che si amano    | C. Fontana, A. Valsiglio e P. Masala              |               |
| NF        | Enzo Malepasso         | Amore mio                 | S. De Pasquale e V. Malepasso                     |               |
| NF        | Sebastiano Occhino     | Bianca stella             | S. Occhino e L. Albertelli                        |               |
| NF        | Jo Chiarello           | Che brutto affare         | F. Califano e A. Varano                           |               |
| NF        | Gli Opera              | Guerriero                 | A. Barillà                                        |               |
| NF        | Umberto Napolitano     | Mille volte ti amo        | U. Napolitano                                     |               |
| NF        | Tom Hooker             | Toccami                   | R. Brioschi e M. Chiodi                           |               |
| NF        | Domenico Mattia        | Tulilemble                | G. P. Felisatti                                   |               |
| NF        | Franco Fasano          | Un'isola alle Hawaii      | F. Fasano e S. De Pasquale                        |               |

## Regolamento
Un'interpretazione per brano: dei 28 brani in gara 20 si qualificarono per la finale.

## Orchestra
L'orchestra non fu presente: gli artisti si esibirono dal vivo su base musicale preregistrata.

## Sigla
- Claudio Cecchetto - Gioca jouer

## Ospiti

### Ospiti singoli
Questi gli ospiti che si sono esibiti in playback nel corso delle tre serate di questa edizione del Festival di Sanremo:
I Bad Manners e Barry White si esibirono sia il giovedì che il sabato, i Dire Straits e Robert Palmer sia il venerdì che il sabato.
- Amoureux solitaires - Lio (in collegamento dal Salone delle feste del Casinò di Sanremo)
- Chiamate Napoli 081 - Mario Merola
- La Rossa - Milva (in collegamento dal Salone delle feste del Casinò di Sanremo)
- Poi passa - Charles Aznavour
- E va e va e va - Alberto Sordi
- Lorraine - Bad Manners
- Expresso Love, Skateaway, Romeo and Juliet e Tunnel of Love - Dire Straits
- Johnny and Mary - Robert Palmer
- Pazzesco! - I Gufi
- Just the Way You Are - Barry White
- Ma che sei stata tu - Lando Buzzanca

### LaSupergiuria
Nella serata finale fu presente una Supergiuria, formata dai personaggi del cinema più in voga all'epoca (introdotti dalle colonne sonore dei film più recenti a cui hanno partecipato e che a loro volta sponsorizzavano), che nel suo complesso stilò durante la finale stessa una classifica personale di tre canzoni rispetto a quella ufficiale delle giurie. Questa novità sarebbe diventata stabile dall'anno successivo, con l'istituzione del Premio della Critica.
Membri della supergiuria:
- Sergio Leone, presidente di giuria (presentato con la colonna sonora di Giù la testa)
- Eleonora Giorgi (che presenta il film Mia moglie è una strega)
- Giancarlo Giannini (con il film Lili Marleen)
- Ugo Tognazzi (sponsorizzando il film La tragedia di un uomo ridicolo)
- Alberto Sordi (presentando il film Io e Caterina e la canzone E va'... e va'...)

La classifica formulata dalla supergiuria fu la seguente:
1. Ancora di Eduardo De Crescenzo
2. La barca non va più di Orietta Berti
3. Per Elisa di Alice

## Scenografia
La scenografia, elaborata da Enzo Somigli come le due successive, era abbastanza semplice, ma non mancarono contenuti tecnologici, come le scale lampeggianti a ritmo di musica, il logo, anch'esso lampeggiante, e l'illuminazione azzurra: si trattò di un punto di rottura rispetto alle scenografie dei Festival precedenti.

## Piazzamenti in classifica dei singoli[3]
| Artista              | Singolo                   | Italia (Massima posizione raggiunta) | Italia (Posizione annuale) |
| -------------------- | ------------------------- | ------------------------------------ | -------------------------- |
| Ricchi e Poveri      | Sarà perché ti amo        | 1                                    | 6                          |
| Claudio Cecchetto    | Gioca jouer               | 1                                    | 7                          |
| Loretta Goggi        | Maledetta primavera       | 1                                    | 8                          |
| Alice                | Per Elisa                 | 1                                    | 22                         |
| Bobby Solo           | Non posso perderti        | 6                                    | 39                         |
| Eduardo De Crescenzo | Ancora                    | 8                                    | 42                         |
| Luca Barbarossa      | Roma spogliata            | 10                                   | 58                         |
| Dario Baldan Bembo   | Tu cosa fai stasera?      | 11                                   | 53                         |
| Gianni Bella         | Questo amore non si tocca | 12                                   | 60                         |
| Collage              | I ragazzi che si amano    | 12                                   | 73                         |
| Paolo Barabani       | Hop Hop somarello         | 13                                   | 71                         |
| Orietta Berti        | La barca non va più       | 13                                   | 80                         |
| Marcella             | Pensa per te              | 19                                   | 87                         |
| Passengers           | Midnight                  | 33                                   | -                          |
| Marinella            | Ma chi te lo fa fare      | 35                                   | -                          |
| Michele Zarrillo     | Su quel pianeta libero    | 35                                   | -                          |
| Fiorella Mannoia     | Caffè nero bollente       | 35                                   | -                          |
| Carmen e Thompson    | Follow me                 | 43                                   | -                          |

- N.B.: Per visualizzare la tabella ordinata secondo la posizione in classifica, cliccare sul simbolo accanto a "Massima posizione raggiunta" o a "Posizione annuale".

## Il "caso Ricchi e Poveri" e lo "scandalo Bloodvessel"
I Ricchi e Poveri furono protagonisti di una vivace polemica: Marina Occhiena, appena uscita dal gruppo a causa di divergenze con l'altra componente femminile, Angela Brambati, rivendicò di poter partecipare anche lei alla gara con un tempestivo ricorso in tribunale che venne accolto; durante le prove della serata finale del Festival il gruppo fu dunque costretto ad esibirsi nella storica formazione a quattro, ma poi la Occhiena decise di defilarsi e dunque i Ricchi e Poveri gareggiarono con la nuova formazione ufficiale in trio, mantenuta fino al 2016 (il quartetto si sarebbe ricostituito solo in occasione dell'edizione 2020, fuori gara).
 
Non meno vivace lo scandalo dato in diretta televisiva da "Fatty" Buster Bloodvessel, corpulento leader e fondatore dei Bad Manners, presenti in qualità di ospiti: al termine dell’esecuzione del brano Lorraine, Bloodvessel mostrò per un istante il fondoschiena al pubblico in favore di telecamera, costringendo Claudio Cecchetto a ricordare alla platea allibita che il nome del gruppo - Bad Manners - significa per l'appunto "cattive maniere".

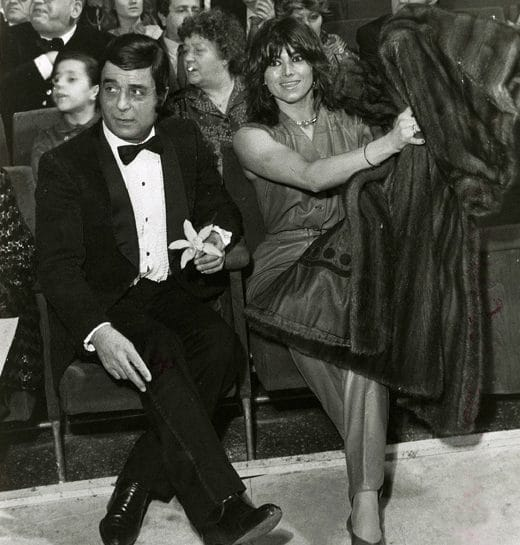
Occhiena assiste all'esibizione dei Ricchi e Poveri dalla platea

Da quest'anno la Rai tornò a trasmettere tutte le tre serate del festival anche in TV (sebbene le prime due non furono trasmesse integralmente, ma solo dalle 21:30 in poi), per la prima volta in diretta (cosa che si sarebbe poi ripetuta per tutte le edizioni successive, dato che dal 1955 al 1972 solo la finale era in diretta televisiva mentre le altre erano trasmesse in differita) e dopo otto edizioni (dal 1973 al 1980) in cui veniva trasmessa esclusivamente l'ultima serata (le altre erano trasmesse soltanto via radio, ad eccezione del 1978 in cui alle prime due serate fu negata anche la diffusione radiofonica).
Anche Massimo Troisi avrebbe dovuto partecipare al festival, con tre interventi in veste di comico, ma poco prima di andare in onda decise di non apparire a causa dei tagli richiesti ai suoi monologhi dai dirigenti Rai, memori degli scandali causati da Benigni l'anno precedente.
Al termine della serata finale, come annunciato, furono resi noti solo i titoli delle prime tre canzoni mentre tutte le altre furono classificate quarte a pari merito; tuttavia, la settimana successiva alla manifestazione, il settimanale TV Sorrisi e Canzoni pubblicò ufficiosamente i piazzamenti dalla quarta alla decima posizione. La classifica completa non è mai stata resa nota.

## Esclusi
Presentate 116 esecuzioni. Tra gli esclusi: Adriano Pappalardo, Ombretta Colli, New Trolls, La Bottega Dell'Arte, Peppino Di Capri, Luciano Rossi, Mino Reitano, Don Backy, Tony Dallara, Anna Oxa, Mia Martini. Da specificare che la RCA Italiana ritirò i suoi artisti dalle selezioni del Festival.